# Callipurbeckiidae
Die Callipurbeckiidae sind eine Familie ausgestorbener Knochenfische aus der Ordnung der Semionotiformes. Fische aus der Familie erschienen im Norium, der mittleren Stufe der Obertrias. Tlayuamichin, die letzten Gattung der Callipurbeckiidae, stammt aus dem Aptium, einer Stufe der späten Unterkreide. Die Familie Callipurbeckiidae wurde erst 2012 aufgestellt und besteht aus Gattungen, die zuvor den Semionotidae (jetzt nur noch Semionotus) zugerechnet wurden.

## Merkmale
Die Callipurbeckiidae besaßen einen gedrungenen Körper, einen länglichen Kopf und eine zugespitzte Schnauze. Die Augen konnten groß oder klein sein, die Rückenflosse klein und spitz oder lang und mit breiter Basis. Das kleine Os parietale hatte eine Länge, die weniger als ein Drittel der Länge des Os frontale betrug. Das Suboperculare, ein Knochen am Außenrand des Kiemendeckels, hatte einen auffälligen Auswuchs. Das Seitenliniensystem erstreckte sich bis in die Augenregion. Das Supracleithrum, ein Deckknochen des Schultergürtels, artikulierte über konkave Gelenkfläche mit dem Hinterschläfenknochen (Posttemporale). 
Die folgenden Merkmale sind bei den basalen Gattungen Paralepidotus und Semiolepis nicht vorhanden. Fortgeschrittene Callipurbeckiiden besaßen mehrere Reihen von Zähnchen entlang des Grates zwischen Kiemenraum und den Seitenflächen des Cleithrum. Schuppenartige Flossenstrahlen auf dem Oberrand der leicht gegabelten Schwanzflosse fehlten. Acht Lepidotrichia stützten die  Flossenstrahlen des unteren, nicht durch die Wirbelsäule gestützten Lobus der heterocerken Schwanzflosse. Die dicken, viereckigen und in diagonalen Reihen angeordneten Schuppen besaßen vorn und hinten ein Gelenk.

## Gattungen
Die Callipurbeckiidae umfassen alle Gattungen, die näher mit Callipurbeckia als mit Macrosemius, Semionotus, Lepidotes oder Lepisosteus verwandt sind. Zurzeit werden fünf Gattungen in die Callipurbeckiidae gestellt.
- Paralepidotus Stolley, 1920
- Semiolepis Lombardo & Tintori, 2008
- Callipurbeckia López-Arbarello, 2012 (Typusgattung)
- Tlayuamichin López-Arbarello & Alvarado-Ortega, 2011
- Macrosemimimus Schröder et al., 2012